# Горнозейска равнина
Горнозѐйската равнина (на руски: Верхнезейская равнина) е висока равнина в северната част на Амурска област, Русия. Простира се от запад на изток на протежение около 300 km и ширина до 100 km, като заема обширна падина разположена между Становия хребет на север и хребетите Тукурингра и Джагди на юг. Надморската ѝ височина достига до 500 m. Изградена е от неогенни и антропогенни езерни и речни наслаги. Климатът е суров, континентален. Годишната сума на валежите е 500 – 600 mm с максимум през лятото. Разпространена е вечно замръзналата почва. Отводнява се от горното течение на река Зея (ляв приток на Амур) и нейните леви (Темна, Уркан, Арги, Купури и др.) и десни (Брянта, Мулмуга, Мулмугакан, Ток и др.) притоци. На Зея е изградено голямото Зейско водохранилище, което заема голям участък от западната ѝ, най-ниска част. В равнината господства лиственичната тайга развита върху подзолисти почви и заблатени редки гори от храстова лиственица. През централната ѝ част, от северозапад на югоизток преминава участък от трасето на Байкало-Амурската жп магистрала.
Горнозейската равнина е открита през август 1851 г. от немския астроном и пътешественик на руска служба Лудвиг Шварц, който прави първото ѝ описание и грубо картиране.

## Топографски карти
- N-52 1:1000000[2]